# Галантный век

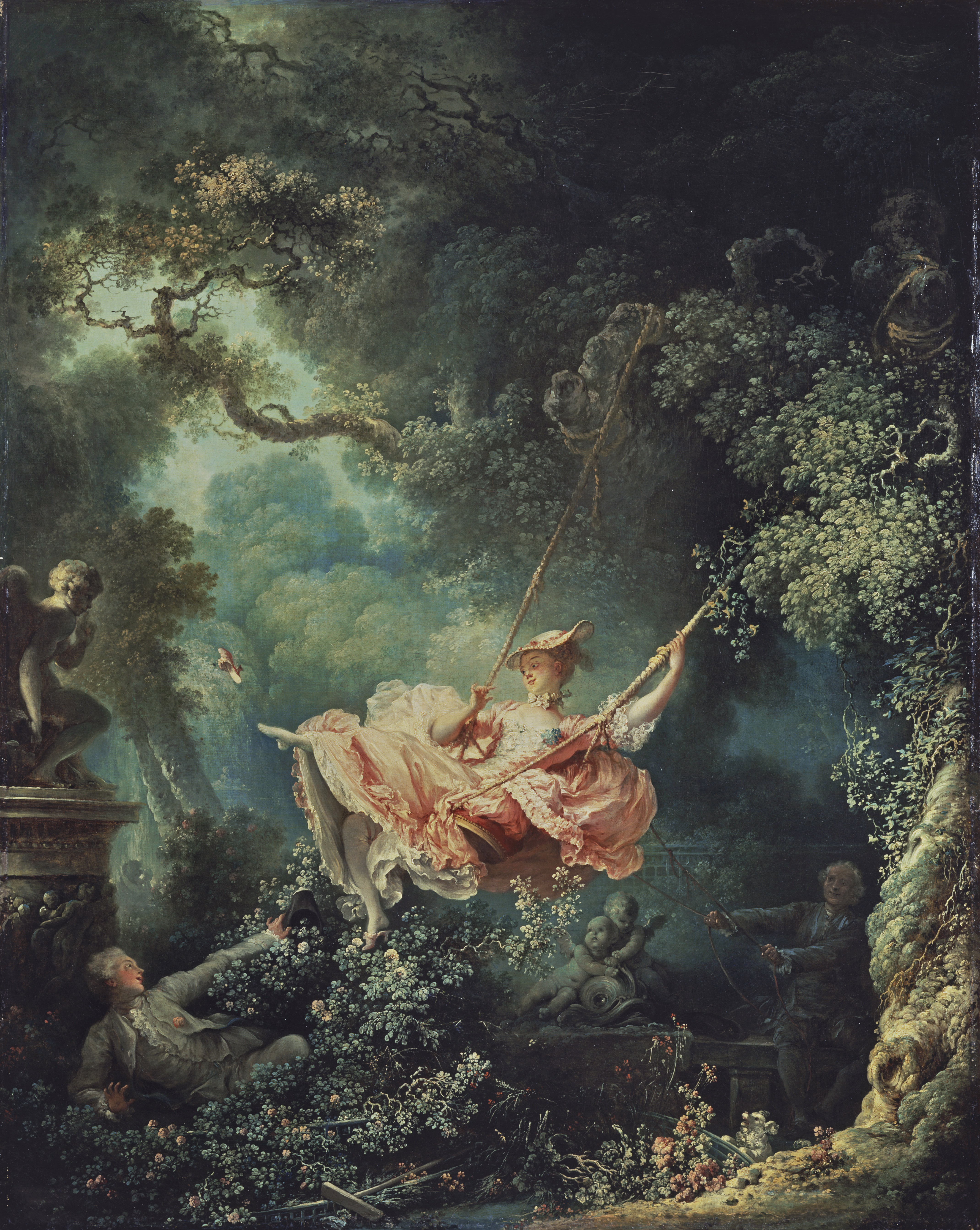
Галантная сцена работы О. Фрагонара

«Гала́нтный век» (фр. Fêtes galantes, буквально «галантные празднества») — условное обозначение периода Ancien Régime, который пришёл на смену «великому веку» Людовика XIV. Охватывает временной отрезок с 1715 по 1770-е годы, то есть всё время правления Людовика XV. Некоторые авторы продлевают его до самого начала Великой Французской революции (1789). Понятие «Галантный век» используется в художественной и популярной исторической литературе, в работах по искусствознанию и истории костюма. Близкое понятие истории искусств — галантная сцена.

## Отличительные черты
1. Расцвет абсолютизма.
2. Фаворитизм, могущество официальных фавориток (и фаворитов).
3. Обособленность королевского (императорского) двора от остального населения.
4. Культ наслаждений как основной жизненный принцип.
5. Развитие изящных искусств, индустрии моды и развлечений.
6. Галантность как основа взаимоотношений мужчины и женщины. Это понятие включало в себя такие резко противоположные тенденции, как провозглашение женщины «богиней» и «властительницей дум», и, с другой стороны, — использование её же в качестве бесправного объекта, «орудия» для получения удовольствий.
7. Общеевропейская галломания, признание за Францией, а точнее — за Версальским двором, абсолютного приоритета в области искусств, моды, а также — образования и воспитания личности.

## Галантность

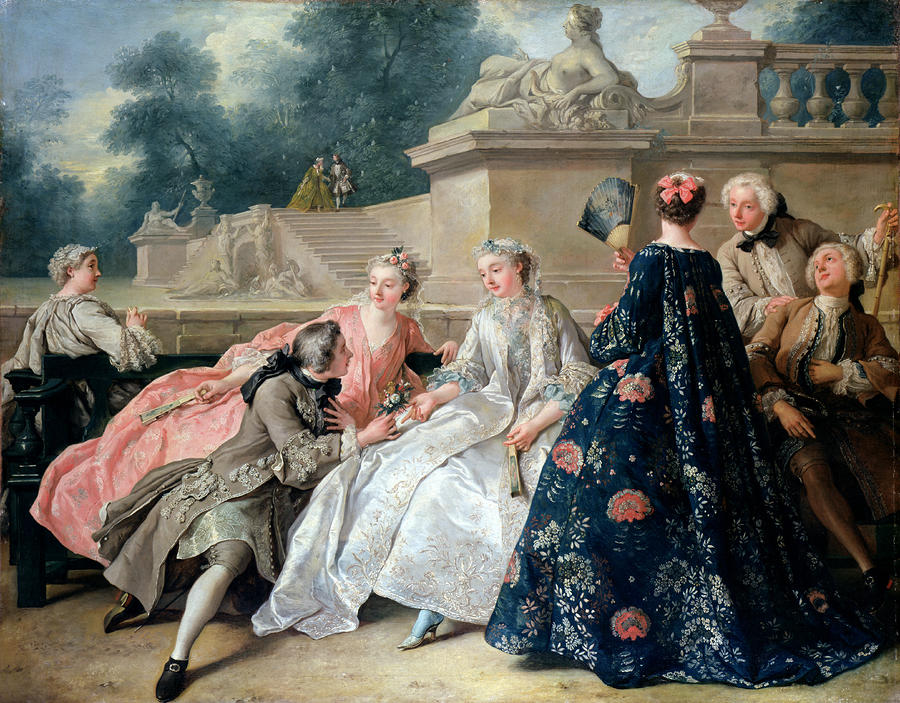
«Общество в парке». Работа Ж. Ф. де Труа

Понятие «галантность», давшее наименование целой эпохе, относилось, прежде всего, к отношениям мужчины и женщины из аристократической (главным образом, придворной) среды. Галантность в переводе с французского языка означает изысканную вежливость, чрезвычайную обходительность.
В XVII—XVIII веках под галантностью подразумевалась не только крайняя степень уважения к женщине, но и поклонение женской красоте, своеобразное «служение» даме, исполнение всех её желаний и капризов. Однако между средневековой куртуазностью и галантностью придворного франта была существенная разница: последний был не обязан совершать подвиги во имя Дамы. Рыцарские турниры тоже стали достоянием истории. Вместе с тем, как и в Средние века, женщина оставалась фактически бесправной, а её благополучие полностью зависело от мужчины.
Образцом для подражания, разумеется, выступал правитель — король, курфюрст, герцог, непременно уподоблявшийся Богу. Считалось хорошим тоном содержать фаворитку, давать в её честь балы, концерты и маскарады.
Ряд исследователей видит в этой системе «выродившийся средневековый культ Прекрасной Дамы». Основа галантных отношений — изысканный флирт, зачастую не переходящий рамок приличий. Для этих целей существовала особая коммуникативная система: «язык вееров», «язык мушек», «язык цветов».
На содержание дворов «галантные» европейские монархи тратили больше средств, чем даже на военные расходы (и это в условиях частых войн XVII—XVIII веков). Редкое исключение составляли правители Пруссии, Австрии и Российской Империи (см. Священный союз).
Постепенно термин «галантность» распространился на стиль жизни в целом. «Галантным» признавался человек, чьи манеры, речь и костюм были безукоризненны, чьи познания говорили об интересе к наукам и искусствам. Следуя этому постулату, дети из аристократической среды получали разностороннее, но поверхностное образование. «Галантный кавалер» и «галантная дама» продумывали каждый свой жест, взгляд, слово до мелочей. Впоследствии этот стиль жизни послужил основой для дендизма.
Единственный в Европе журнал, посвящённый моде и стилю, назывался «Галантный Меркурий», в живописи возник целый жанр — «галантная сцена», на подмостках ставились «галантные балеты».

## Психология Галантного века

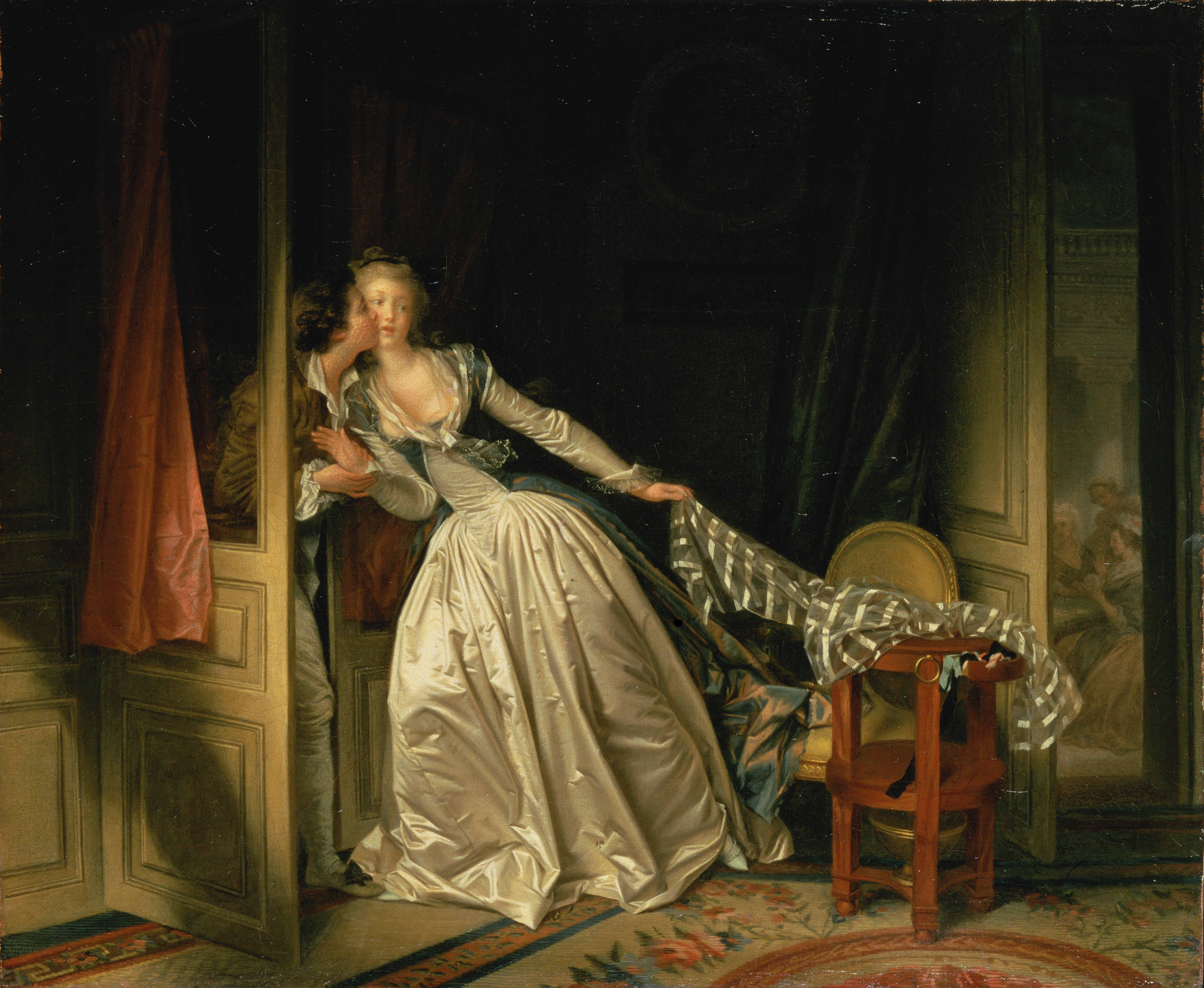
«Поцелуй украдкой». Работа О.Фрагонара

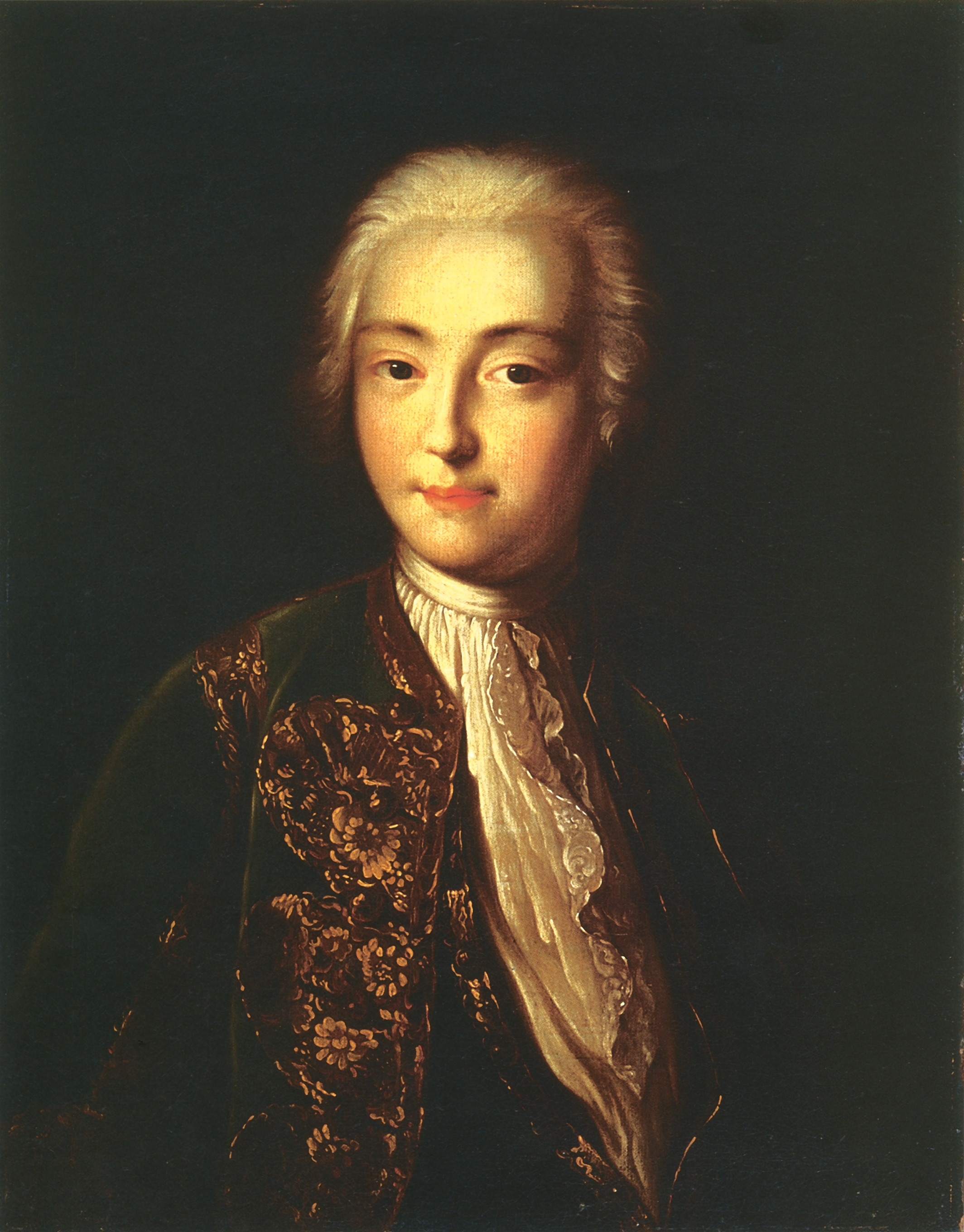
Елизавета Петровна в мужском костюме

Главной психологической особенностью человека Галантного века была инфантильность. Он не просто боялся старости — он не хотел взрослеть. Постоянное желание праздника, отсутствие продуктивной деятельности, жажда ежедневных перемен, осознание возможности жить за счёт других — это норма именно детского поведения.
Недаром одно из любимых слов Галантной Эпохи — каприз, то есть детская реакция на неудовлетворённую потребность.
Главный враг человека Галантного века — скука. Ради её преодоления он готов на всё: маркиза де Помпадур учреждает для Людовика XV так называемый «Олений парк» — место встреч короля с юными девушками. Анна Иоанновна устраивает свадьбу шутов в Ледяном доме.
Человек Галантной Эпохи, как и ребёнок, жил сегодняшним днём: «после нас хоть потоп!».
В Галантную Эпоху существовала и самобытная маскарадная культура, уже не имеющая ничего общего с ритуальным карнавалом древности и средневековья. Галантному веку присуща любовь к переодеваниям. Многочисленные пьесы и комические оперы того периода обыгрывают следующую ситуацию: девушка переодевается в камзол, юноша — «превращается» в девушку, служанка — в госпожу… и так далее. Екатерина II в своих мемуарах даёт описание маскарадов при дворе Елизаветы Петровны, во время которых мужчины облачались в женское платье, а женщины — в мужское.
Ещё одно излюбленное слово Галантного века — игра. То есть человек не жил, а, можно сказать, играл в жизнь.
Психологи отмечают, что подобный инфантилизм характерен для людей, испытывающих страх перед ответственностью и перед принятием волевых решений. В условиях абсолютизма такое поведение аристократии вполне объяснимо: от королевского каприза зависела не только их карьера, но, зачастую, и жизнь. Вместе с тем, монарх был единственным защитником и покровителем аристократа, своеобразным «отцом», которому дозволено карать, но и до́лжно опекать. В этом можно видеть отголоски средневековой системы сюзеренитета — вассалитета.

## Эстетический идеал Галантного века

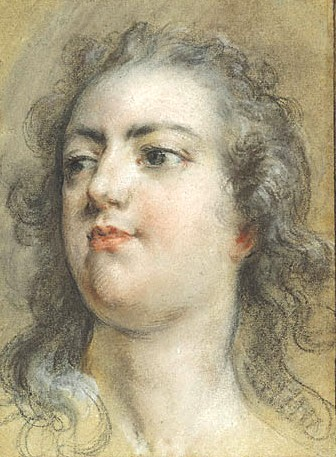
Людовик XV

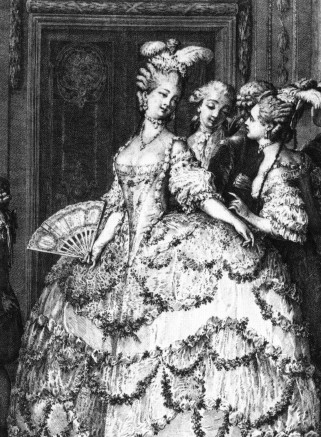
Придворная дама

Эталон красоты на протяжении 130 лет постоянно менялся, однако, можно проследить одну неизменную тенденцию: красивым признаётся утончённый сибарит.
Этот «идеал» мог быть величественным и стройным, как в барочную эпоху Людовика XIV, а мог иметь хрупкое, и, вместе с тем, пухлое тело — во вкусе рококо, но смысл всё равно сводится к тому, что это — красота человека, не знающего никакого труда. Тренированность, загар, грубые черты лица считались неприемлемыми даже для мужчины, ибо это — черты презираемого труженика.
Человек Галантного века спокойно относился к отсутствию у него природной красоты. «Красивая внешность — лишь игра случая» — цитата из эпистолярного романа «Опасные связи» в полной мере отражает общественное мнение. Красота вполне достижима при помощи румян, пудры, мушек, парика и корсета. Существовали даже «накладные икры» для мужчин, а некоторые дамы клали специальные шарики за щёки для придания лицам округлости.
В женщине ценится не «холодная» красота, не правильные черты лица, а пикантность: осиная талия, узкие бёдра, маленькие ступни, круглое лицо. Женщина Галантного века должна была напоминать изящную статуэтку.
Стремление к необременительным наслаждениям, к постоянному празднику жизни породили культ «вечной» молодости. В результате, благодаря активному использованию декоративной косметики, все казались примерно одного возраста. Портреты Галантного века практически не дают нам представления о пожилых людях.
Постепенно происходила и феминизация облика мужчины. В арсенале придворного кавалера — яркая косметика, а пудреный парик и обилие кружев ещё больше подчёркивали женственность образа. Подчас мужской туалет превосходил по своей роскоши и стоимости женский.
В результате, внешне все были не только одного возраста, но как бы и «одного пола». Эта своеобразная унисекс — мода сделала возможным появление такого феномена, как знаменитый кавалер де Эон, чья половая принадлежность до сих пор является предметом исследовательских споров.

## Мода галантного века

Искажение естественных линий тела при помощи костюма

Никогда костюм аристократии не был столь красив и живописен, как в эту эпоху.
Мода Галантного века — это рафинированность и максимальная неестественность. Костюм не подчёркивает, а, скорее, искажает естественные линии тела. Силуэт эпохи — два «треугольника», вершины которых соединены в области талии.
Основа «галантной» эстетики — корсет (его носили не только женщины, но и многие мужчины). Он зрительно сужает талию, расширяет плечи и делает спину идеально прямой. Одеяние многослойно и состоит из большого количества деталей, создающих единый образ.
Костюм Галантного века — это одежда, словно специально созданная для праздности. Кружевные манжеты, почти полностью скрывающие кисти рук, высокие каблуки, пышные жабо, узкие камзолы и штаны-кюлоты не дают возможности даже для энергичного движения.
Основная особенность женской моды этого периода — женственность и подчёркнутый эротизм.

## Галантный век и «Мир искусства»

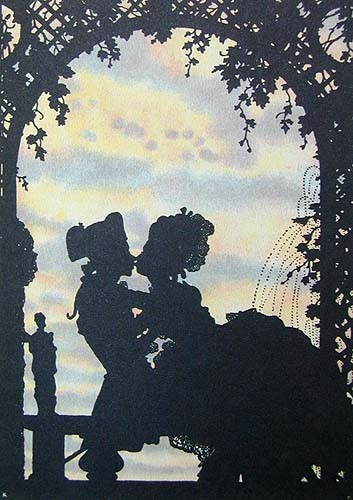
К.Сомов «Книга Маркизы»

Начало XX века было отмечено ностальгическим «возвратом» к эстетике барокко и рококо, к образам времён Людовика XIV, к навсегда ушедшей галантной эпохе. Это было связано с естественным желанием человека (и прежде всего — художника) найти в привлекательных картинах прошлого успокоение от всё ускоряющегося ритма жизни.
Художники объединения «Мир искусства» — Константин Сомов, Евгений Лансере и Александр Бенуа создают сказочный, и, вместе с тем, печальный образ Галантного века. В их картинах ощущается грусть людей, знающих судьбу Марии-Антуанетты и её утончённых придворных. «Версальская» серия Бенуа, «Книга Маркизы» Сомова, ретроспективно-стилизаторские работы Лансере не преследовали задачи реконструировать прошлое — это был взгляд человека XX столетия на яркий и беспечный мир балов и любовных приключений.
Картины «мирискуссников» выдают крайне идеализированное представление об эпохе, но от этого не становятся менее значимыми для искусства.
Среди поэтов также наблюдается «возврат» к образам Галантного века. Наибольший интерес представляют ироничные стихи Николая Агнивцева.

## Галантный век в кинематографе
Обращение к образам Галантного века произошло ещё в эпоху немого кино. В прокате появились многочисленные экранизации, повествующие о жизни Казановы, Марии-Антуанетты, Людовика XV и его фавориток. Примечателен кинофильм «Мадам Дюбарри», в котором снялись звёзды немого кино — Эмиль Яннингс и Пола Негри.
В довоенном кино интересны работы «Мария-Антуанетта» в главной роли с Нормой Ширер (США) и «Танец с Кайзером» (нем. «Tanz mit dem Kaiser», 1941) с Марикой Рёкк (Германия), «Кровавая императрица» с Марлен Дитрих в роли Екатерины II (США).
В 1960-е годы наметился всплеск интереса к костюмным мелодрамам. На экраны выходит знаменитая «Анжелика» с Мишель Мерсье в роли блистательной красавицы Версальского двора — Анжелики де Сансе.
Настоящим шедевром признана кинолента Феллини — «Казанова» (1976).
В 1988 году на экраны вышла добротно сделанная голливудская экранизация «Опасные связи». В фильме были задействованы звёзды кино — Джон Малкович и Мишель Пфайффер. В этой киноленте снялась и восемнадцатилетняя Ума Турман.
Из отечественных кинокартин наибольший интерес представляет кинотрилогия Светланы Дружининой — «Гардемарины».
За редким исключением, фильмы, отображающие реалии Галантного века, искажают историческую правду, максимально идеализируют события.